# 吉坂峠
吉坂峠（きっさかとうげ）は、京都府舞鶴市と福井県大飯郡高浜町との境にある峠である。旧道の標高は102m、現在は峠の北側を国道27号の青葉トンネル（旧称「青葉隧道」）が、南側をJR小浜線の吉坂トンネルが通っており、舞鶴や小浜など北近畿の経済、産業を支える重要幹線となっている。

## 概要
吉坂峠は、丹後街道に位置し、丹後国と若狭国を接する国境として歴史上、軍事上の重要な拠点であった。現在のトンネルができる前の旧道は未舗装道路として現存しており、明治時代に改修された石垣積みが峠の両側に部分的に残っている。中世、この付近の地名である木津の庄に由来し、木津坂と呼ばれていたが、いつしか現状の吉坂となったという。

## 歴史
国境線を巡る争いの逸話が伝わっており、鎌倉時代に若狭と丹後で闘犬をおこない、国境を決めたという、これに由来し峠の国境には道の両側に犬石が目印として置かれていたというが、現在は失われている。室町時代には、丹後守護の地位を争った一色氏と武田氏（若狭武田氏）の攻防戦が行われ、吉坂砦（きちさかとりで）が丹後最東端に築かれていた。戦国時代には高浜城主の逸見昌経の戦の舞台ともなったという。江戸期には小浜藩によって若狭最西端に関所が設けられ、要所として知られていた。また、近年まで峠付近には休憩のための水飲み場もあったが、所在不明である。

## 交通路の近代化

### 鉄道
小浜線は大正4年から工事が開始、敦賀から新舞鶴まで順次延伸された。吉坂トンネルを含む高浜と新舞鶴間が大正11年に竣工し、小浜線が全線開通した。

### 道路
道路トンネルは戦時中の昭和18年から工事が開始され、戦後の昭和25(1950)年6月30日に吉坂トンネル（全長280ｍ、幅7.5ｍ、コンクリート造）として開通した。
しかし、福井県嶺南地方に甚大な被害をもたらした昭和28年の台風13号により、落盤を起こし、使用が不可能となった。
このため、2代目のトンネルが初代の北側に着工され、昭和31年2月7日に開通した。これが、現在の青葉トンネル（全長343m 幅員7.1m 高さ4.5m）である。2代目のトンネルを通る経路が積雪時の交通に支障があること、大型車のすれ違いに規格が足りていないことから3代目のトンネルを含む全長1.7kmのバイパスが国道27号青葉改良として2021年度に事業化された。

## 周辺の情報
- 杉森神社：福井県側の峠道の入口の神社、国の天然記念物に指定されている杉森神社のオハツキイチョウがある[12]。
- 吉坂堡塁：日露戦争当時の舞鶴要塞群のひとつ、峠北東の245m山頂付近に建物遺構がある[13]。

## ギャラリー

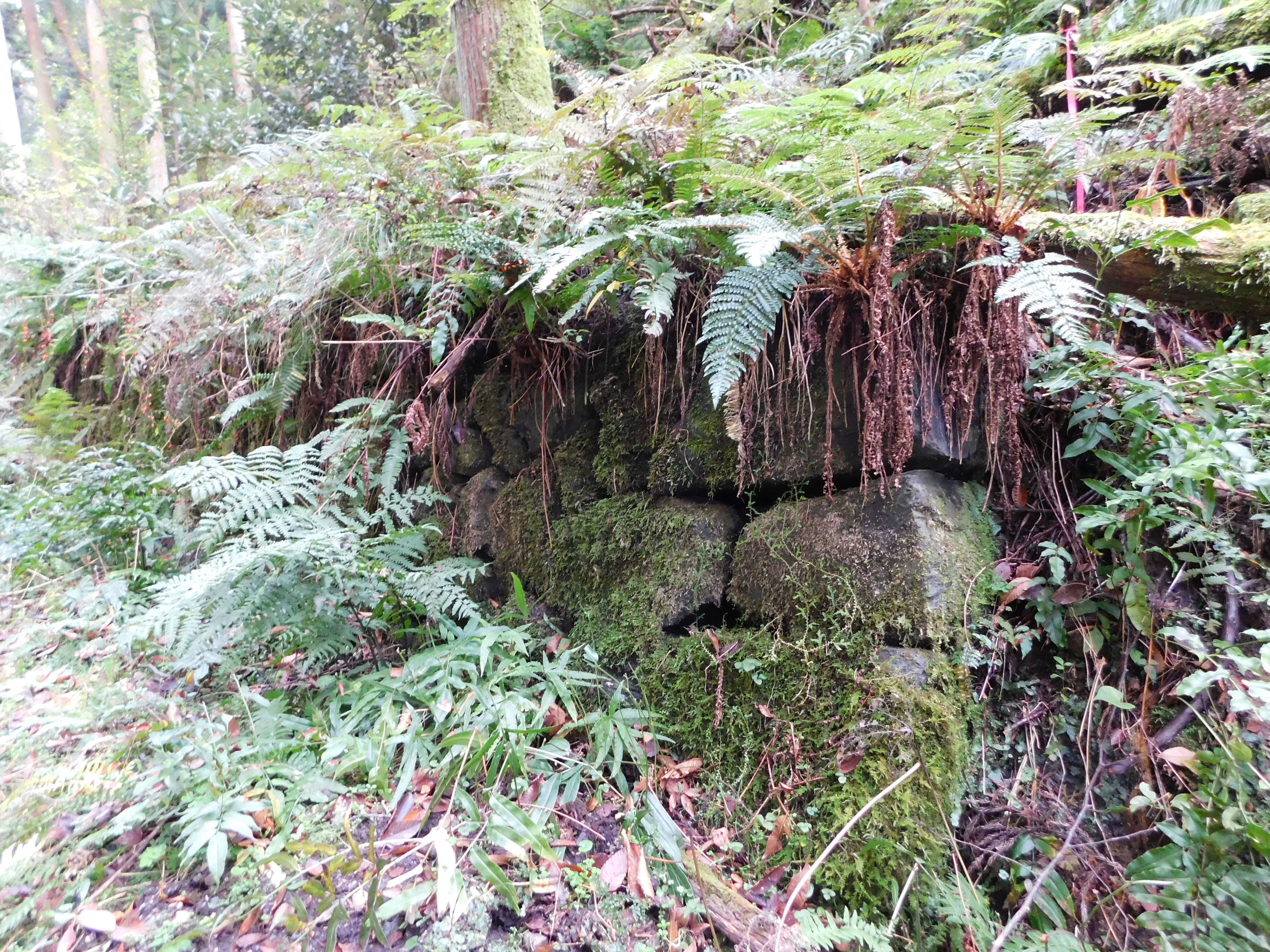
吉坂峠の石垣
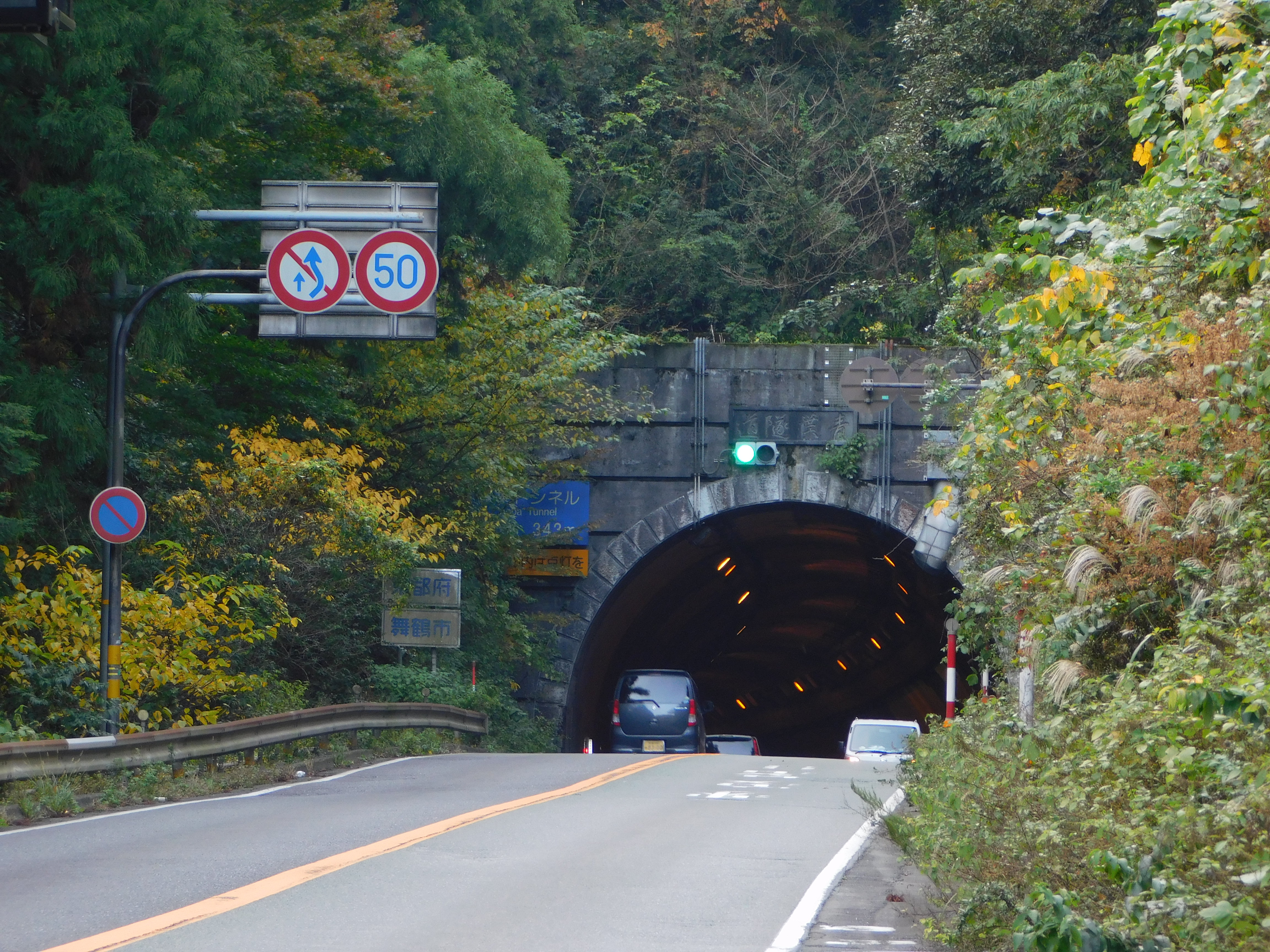
青葉トンネル(福井県側)
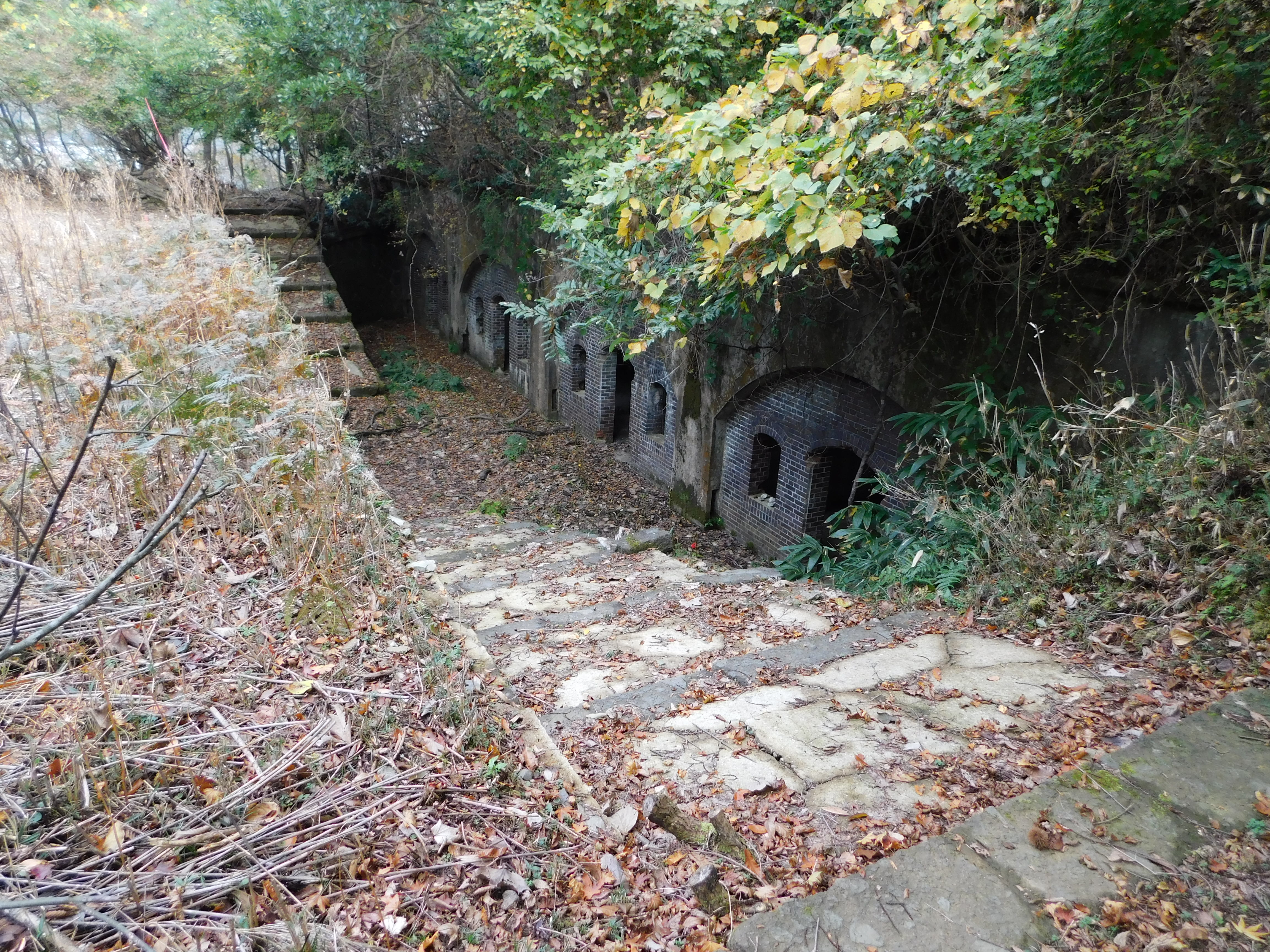
吉坂堡塁の建物遺構

## 交通
- JR小浜線
- 国道27号
- 京都府道564号松尾吉坂線